# Carys Williams-Morris
Pour les articles homonymes, voir Williams et Morris.
Pas d'image ? Cliquez ici

a Compétitions nationales et continentales officielles uniquement.

b Matchs officiels uniquement.
Carys Williams-Morris, née le 28 septembre 1993 à Derby (Angleterre), est une joueuse internationale anglaise, puis internationale galloise de rugby à XV évoluant aux postes de centre ou d'ailier. Elle joue au Gloucester-Hartpury RFC.

## Biographie
Carys Williams-Morris naît le 28 septembre 1993 à Derby en Angleterre,.
Elle joue tout d'abord en club au Burton RFC, puis à Lichfield (en).
Elle représente tout d'abord l'Angleterre chez les moins de 20 ans, puis chez les séniors, avec qui elle compte cinq sélections jusqu'en 2019.
En 2022, elle joue en club avec le Loughborough Lightning. À la suite d'un changement de règle de la part de World Rugby, elle peut désormais représenter le pays de Galles après n'avoir plus représenté l'Angleterre depuis trois ans et grâce à l'origine galloise de ses parents. Elle compte deux sélections en équipe du pays de Galles quand elle est retenue en septembre 2022 pour disputer la Coupe du monde en Nouvelle-Zélande.
À l'automne suivant, elle fait partie des trente joueuses qui partent dans cette même île participer au WXV 2023. Elle n'est toutefois pas appelée pour disputer le Tournoi des Six Nations 2024, victime notamment de l'émergence des jeunes Nel Metcalfe et Jenny Hesketh.[réf. nécessaire] À la fin de la saison, elle rejoint le Gloucester-Hartpury RFC.
En 2024-2025, elle est sélectionnée pour intégrer l'effectif du Gwalia Lightning, qui dispute le Celtic Challenge.